# Microsorum
Microsorum, rod paprati iz tribusa Microsoreae, dio potporodice Microsoroideae, porodica osladovki. Sastoji se od četrdesetak vrsta u tropskom i suptropskom, Starom svijetu sve do Pacifika. Uključivanje roda Phymatosorus demonstrirali su Testo et al. (2019) i (konačno) je prihvaćen od strane Fraser-Jenkins & Kandel (2020).

## Vrste
1. Microsorum aichmophyllum (Alston) Fraser-Jenk.
2. Microsorum alatum (Brack.) Copel.
3. Microsorum aurantiacum Noot.
4. Microsorum australiense (F.M.Bailey) Bostock
5. Microsorum baithoense V.N.Tu
6. Microsorum biseriatum (Bosman) Noot.
7. Microsorum cinctum (Copel.) Copel.
8. Microsorum commutatum (Blume) Copel.
9. Microsorum congregatifolium (Alderw.) Holttum
10. Microsorum cuspidatum (D.Don) Tagawa
11. Microsorum egregium (Brause) Bosman
12. Microsorum glossophyllum (Copel.) Copel.
13. Microsorum griseorhizoma Gilli
14. Microsorum grossum (Langsd. & Fisch.) S.B.Andrews
15. Microsorum heterocarpum (Blume) Ching
16. Microsorum heterolobum (C.Chr.) Copel.
17. Microsorum katuii (Brownlie) Sykes
18. Microsorum krayanense M.Kato, Darnaedi & K.Iwats.
19. Microsorum lanceum (Ching & C.H.Wang) comb.ined.
20. Microsorum longissimum J.Sm. ex Fée
21. Microsorum membranifolium (R.Br.) Ching
22. Microsorum monstrosum (Copel.) Copel.
23. Microsorum musifolium (Blume) Copel.
24. Microsorum nigrescens (Blume) Copel.
25. Microsorum pappei (Mett.) Tardieu
26. Microsorum papuanum (Baker) Parris
27. Microsorum pentaphyllum (Baker) Copel.
28. Microsorum piliferum V.N.Tu
29. Microsorum powellii (Baker) Copel.
30. Microsorum punctatum (L.) Copel.
31. Microsorum rampans (Baker) Parris
32. Microsorum samarense (J.Sm.) Bosman
33. Microsorum sarawakense (Baker) Holttum
34. Microsorum scolopendria (Burm.fil.) Copel.
35. Microsorum siamense Boonkerd
36. Microsorum sibomense (Rosenst.) Copel.
37. Microsorum sopuense Bosman
38. Microsorum spectrum (Kaulf.) Copel.
39. Microsorum steerei (Harr.) Ching
40. Microsorum submarginale M.Kato, Darnaedi & K.Iwats.
41. Microsorum thailandicum Boonkerd & Noot.
42. Microsorum whiteheadii A.R.Sm. & Hoshiz.
43. Microsorum ×maximum (Brack.) Copel.
44. Microsorum ×tohieaense J.H.Nitta